# تنبيب (طب)

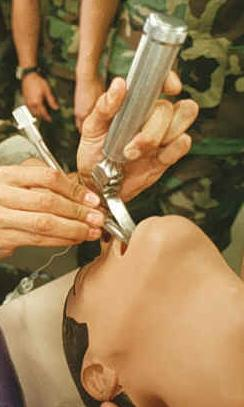
التدريب على التنبيب في دمية (وهي تقنية معتادة باستخدام منظار الحنجرة).

التنبيب الرغامي أو التنبيب هو إدخال أنبوب بلاستيكي إلى داخل الرغامى (القصبة الهوائية) لإبقاء المجاري التنفسية مفتوحة أو لتعمل كمجرى لإعطاء المريض أدوية معينة من خلال هذا الأنبوب. يُجرى تنبيب الرغامى للمرضى المصابين بجراح خطيرة أو الذين في حالة صحية حرجة أو المرضى الذين يخضعون للتخدير العام وذلك من أجل تسهيل عملية تهوية الرئتين، عن طريق التهوية الميكانيكية، ولمنع الاختناق أو انسداد المجاري التنفسية.
يُعد المسار الأنفي الرغامي الأكثر شيوعًا في عملية التنبيب، إذ يُمرر الأنبوب الرغامي من خلال الفم والحنجرة والحبال الصوتية ومن ثم إلى داخل الرغامى. في التنبيب الأنفي الرغامي، يُمرر الأنبوب الرغامي من خلال الأنف والحنجرة والأحبال الصوتية ومن ثم إلى داخل الرغامى. تتضمن الأساليب الأخرى للتنبيب إجراء تداخل جراحي مثل إجراء عملية بضع الغشاء الحلقي الدرقي (تُستخدم بشكل حصري تقريبًا في الحالات الطارئة) وإجراء عملية ثقب القصبة الهوائية، والتي تُستخدم في الحالات التي يُتوقع حاجتها إلى دعم للمجرى التنفسي لمدة طويلة.
يُجرى التنبيب بعد إعطاء المريض مخدرًا عامًا وعاملًا محصرًا للوصل العضلي العصبي، وذلك بسبب كونها عملية طبية باضعة وغير مريحة للمريض. مع ذلك، يُمكن إجراؤها للمريض اليقظ بعد إعطاءه مخدرًا موضعيًا أو دون أي مخدر على الإطلاق في الحالات الطارئة. تُسهّل عملية التنبيب عادةً عن طريق استخدام منظار الحنجرة التقليدي أو منظار القصبات الأليافي المرن أو منظار الحنجرة ذا الفيديو للتعرف على الحبال الصوتية وتمرير الأنبوب بينها إلى داخل الرغامى بدلًا من المريء. قد تُستخدم أجهزة وأساليب بديلة أخرى لتسهيل عملية التنبيب.
بعد إتمام عملية تنبيب الرغامى، تُنفخ بالونة موجودة في الطرف البعيد من الأنبوب، وذلك لتثبيت الأنبوب في مكانه ولمنع تسرب الغازات التنفسية ولحماية الشجرة الرغامية القصبية من دخول مواد غير مرغوب بها إلى داخلها مثل أحماض المعدة. يُثبت الأنبوب بعد ذلك في وجه أو رقبة المريض ويوصل إلى أنبوبة على شكل حرف T أو إلى دارة التخدير التنفسي أو إلى حقيبة تنفس مع قناع أو إلى جهاز التنفس الاصطناعي. يُزال الأنبوب الرغامي عند انتفاء الحاجة إلى الدعم التنفسي و/أو حماية مجرى التنفس؛ تُسمى هذه العملية باسم «نزع الأنبوب الرغامي» (أو «نزع القنية»، وذلك في حالة وجود مجرى تنفسي جراحي مثل البضع الحلقي الدرقي أو بضع الرغامي).
اعتُبرت عملية بضع الرغامى لعدة قرون الطريقة الوحيدة التي يُعول عليها في إجراء التنبيب الرغامي. مع ذلك، لجأ الأطباء إلى بضع الرغامى كملاذ أخير، واقتصر إجراؤها على المرضى الذين على وشك الموت فقط، وذلك بسبب نجاة عدد قليل من المرضى بعد إجراء هذه العملية. أدى تطور فهم الإنسان لعلمي التشريح والفسيولوجيا إضافة إلى فهم نظرية جرثومية المرض في نهاية القرن التاسع عشر إلى تحسين نتيجة هذه العملية لدرجة اعتبارها خيارًا علاجيًا مقبولًا. إضافة إلى هذا، تطور استعمال أجهزة التنظير الداخلي لدرجة أصبح فيها تنظير الحنجرة المباشر وسيلة ناجحة لتأمين المجرى التنفسي بواسطة المسار الفموي الرغامي ودون الحاجة إلى تداخل جراحي. بحلول منتصف القرن العشرين، تحولت عمليات بضع الرغامى والتنظير الداخلي والتنبيب الرغامي اللاجراحي من عمليات نادرة الاستخدام إلى عناصر أساسية في الممارسات المتبعة في كل من طب التخدير وطب الحالات الحرجة وطب الطوارئ وطب الحنجرة.
يُمكن أن يترافق التنبيب الرغامي ببعض المضاعفات الطفيفة مثل تكسر الأسنان أو تمزق في أنسجة المجرى التنفسي العلوي. يُمكن أن تترافق أيضًا بحدوث مضاعفات ذات احتمالية قاتلة مثل الشفط الرئوي لمحتويات المعدة والتي من الممكن أن تتسبب بالإصابة بذات الرئة الشفطي الشديد أو القاتل في بعض الأحيان، أو إلى تنبيب المريء عن طريق الخطأ والذي يُمكن أن يقود إلى عوز الأكسجين الذي قد يتسبب بالموت. لهذا السبب، وقبل إجراء عملية التنبيب الرغامي، تُقيّم احتمالية صعوبة إجراء التنبيب أو احتمالية حصول مضاعفات نتيجة لوجود مجرى تنفسي ذي تركيب تشريحي غير مألوف أو غيرها من المتغيرات التي لا يمكن التحكم بها. يجب أن تتوفر بدائل أخرى لتأمين المجرى التنفسي في متناول اليد دائمًا.

## دواعي الاستعمال
يُستخدم تنبيب الرغامى في مختلف الحالات التي لا يستطيع فيها المريض الحفاظ على مجرى تنفسي سالك أو عند عدم قدرته على التنفس وأكسجة الدم. في هذه الظروف، لا يكفي تزويد المريض بالأكسجين عن طريق قناع الأكسجين البسيط ويُصبح التنبيب الرغامي ضروريًا.

### انخفاض مستوى الوعي
تُعد الحاجة لوضع مجرى تنفسي لإعطاء أكسيد النيتروس أو المخدرات الطيارة للمريض من أهم دواعي استعمال التنبيب الرغامي. تُساهم مواد التخدير العام والمسكّنات الأفيونية ومحصرات الوصل العضلي العصبي في تقليص أو إبطال الحافز التنفسي. على الرغم من أنه لا يمثل الطريقة الوحيدة للحفاظ على مجرى تنفسي سالك خلال الخضوع لعملية تحت التخدير العام، يعد تنبيب الرغامى الوسيلة الأكثر موثوقية للحفاظ على أكسجة الدم والاستنشاق ولتوفير أقصى درجات الحماية ضد الارتجاع والشفط الرئوي.
يُمكن أن يتسبب التلف الذي يُصيب الدماغ (نتيجة لجلطة دماغية جسيمة أو إصابة الرأس المغلقة أو السُكْر أو التسمم) بانخفاض مستوى الوعي. عند اشتداد هبوط مستوى الوعي لدرجة وصول الشخص إلى مرحلة الذهول أو الغيبوبة (والذي يحصل عند وصول قراءة مقياس غلاسكو للغيبوبة إلى أقل من ثمانية نقاط)، فسيؤدي الانهيار الديناميكي لعضلات التنفس الخارجية إلى غلق المجرى التنفسي، معيقة التدفق الحر للهواء إلى داخل الرئتين. إضافة إلى هذا، يتضاءل أو يختفي دور المنعكسات الوقائية للجهاز التنفسي مثل السعال والبلع عند انخفاض مستوى الوعي الشديد. يقتضي إجراء التنبيب الرغامي من أجل استعادة سالكية (الغياب النسبي للانسداد) المجرى التنفسي وحماية الشجرة الرغامية القصبية من الشفط الرئوي لمحتويات المعدة.

### نقص تأكسج الدم
قد يكون التنبيب ضروريًا للمريض الذي يعاني من نقص في تأكسج وتشبع الدم بسبب عدم كفاية التنفس (نقص التهوية) أو توقفه بالكامل (انقطاع التنفس) أو عند عدم قدرة الرئتين على نقل الأكسجين إلى الدم بصورة كافية. يكون هؤلاء المرضى عادة، الذين قد يكونون يقظين ومنتبهين، في حالة حرجة مع معاناتهم من اضطراب مؤثر على أجهزة متعددة في الجسم أو من صدمات وإصابات متعددة. توجد عدة أمثلة على هذه الحالات مثل الإصابة العنقية للحبل الشوكي وكسور الأضلاع المتعددة وذات الرئة الشديدة ومتلازمة الضائقة التنفسية الحادة وحالات الغرق. يكون إجراء التنبيب ضروريًا عندما يكون الضغط الشرياني الجزئي للأكسجين أقل من 60 ميليمتر زئبقي وذلك عند تنفس أكسجين بنسبة 50% أو أكثر. يجب إجراء التنبيب بصورة عاجلة للمرضى الذين يعانون من ارتفاع نسبة ثنائي أكسيد الكاربون في الدم الشرياني والذين يكون الضغط الجزئي الشرياني لثنائي أكسيد الكربون أكثر من 45 ميليمتر زئبق مترافق مع حالة من حماض الدم، وخاصة في حالة إظهار سلسلة من القياسات وجود حماض تنفسي متدهور. بصرف النظر عن النتائج المختبرية، تُفسر هذه الإرشادات الطبية على ضوء الحالة السريرية للمريض.

### انسداد المجرى التنفسي
يُعد الانسداد التام أو الوشيك للمجرى التنفسي من الدواعي الشائعة لإجراء التنبيب الرغامي. يُمكن أن يحصل انسداد مجرى التنفس المهدد للحياة عند استقرار جسم غريب في المجرى التنفسي، ويُعد هذا شائعًا لدى الأطفال الرضع والأطفال حديثي المشي. قد تُصاحب الصدمات الحادة أو النافذة للوجه أو الرقبة بانتفاخ وتورم دموي متوسع، أو بصدمة للحنجرة أو الرغامى أو القصبات الهوائية. يشيع انسداد المجرى التنفسي لدى الأشخاص الذين عانوا من استنشاق الدخان أو من الحروق ضمن أو بالقرب من المجرى التنفسي أو لدى المرضى الذين يعانون من التهاب لسان المزمار. تعد نوبات الصرع العامة المستمرة والوذمة الوعائية من الأسباب الشائعة الأخرى لانسداد المجرى التنفسي والتي قد تحتاج إلى إجراء التنبيب الرغامي لتأمين المجاري التنفسية.

### تعديل المجرى التنفسي
قد يتداخل التعديل التشخيصي أو العلاجي للمجرى التنفسي (مثل تنظير القصبات أوالعلاج بالليزر أو تدعيم القصبات الهوائية) بصورة متقطعة مع القدرة التنفسية، لذا قد يكون التنبيب ضروريًا في مثل هذه الحالات.

### حديثي الولادة
قد تؤدي المتلازمات مثل متلازمة الضائقة التنفسية وأمراض القلب الخلقية واسترواح الصدر والصدمة إلى مشاكل في التنفس عند الأطفال حديثي الولادة والتي تتطلب التنبيب الرغامي والتنفس بمساعدة ميكانيكي (التهوية الميكانيكية). قد يحتاج الأطفال حديثو الولادة أيضًا إلى التنبيب الرغامي أثناء الجراحة تحت التخدير العام.